# فيرنر تسيمر
فيرنر تسيمر (بالألمانية: Werner Zimmer) (و. 1936 – 2015 م) هو مقدم برامج، ومقدم برامج إذاعية، وصحفي، من ألمانيا، توفي عن عمر يناهز 79 عاماً.

## جوائز
حصل على جوائز منها:
- Saarland Order of Merit [الإنجليزية]‏.

## وصلات خارجية
- فيرنر زيمر على موقع IMDb (الإنجليزية)